# FK Olimpic Sarajevo
A Fudbalski Klub Olimpic Sarajevo, gyakran egyszerűen csak Olimpic, egy boszniai labdarúgócsapat Szarajevó Otoka városrészéből. Az egyik első focicsapat, ami a független Bosznia-Hercegovinában alakult, már a kezdetektől az élvonalban játszottak, jelenleg a másodosztály tagja.

## Története

### Kezdetek
A klub a boszniai háború közepette alakult Szarajevóban 1993 októberében. Mindössze pár ember ötlete volt az alapítás, nem is sejtve, milyen magasra jut majd a labdarúgócsapat. Ramiz Krilašević, Šefkija, Edhem Okerić, Mustafa Ruvić, Suad Osmanagić és Sakib Trtić voltak azok, akik a kezdetektől a klubbal tartottak, és szervezték a klub eszközeinek és felszerelésének a beszerzését az edzésekre.
Mindenki tisztában volt azzal, hogy a háború alatt nagyon nehéz a "munkát" megszervezni. A munka idézőjelben volt, mert a város fele gránátesőben állt, nem voltak mezők, amik a játékra alkalmasak lettek volna, nem volt olyan kiírás, mint napjainkban a Premijer Liga.
A csapat Slobodan Rajević vezetése alatt edzett.
Abban az időben a következő játékosok játszottak az Olimpicben: Kolar, Demirović, Subašić, Sužnjević, Ahmetagić, Muhović, Toromanović, Memišević, Tozo, Ćurt, Babić, Dogan, Salman, Smajović.
A csapat alapítása évében trófeát szerzett: 1993-ban megnyerték az Asim Ferhatović-Hase emlék-futsaltornát 1993-ban. Ebben az évben lejátszották a területi bajnokságokat, hogy eldöntsék, mely csapatok indulhatnak a jövőbeni boszniai bajnokságokban.
Az FK Olimpic Szarajevó kanton bajnokságában vett részt, és a következő szintre továbbléptek, miután 8 meccsen 28 gólt lőttek, és mindössze 1-et kaptak.
Így a csapat a következő évben az "interkantonentális" tornán indult el. A Tuzla csoportba kerültek, ahol olyan ellenfelek vártak rájuk, mint a Sloboda (Tuzla), a Gradina Srebrenik (Srebrenik), az Turbina (Jablanica), az FK Natron Maglaj (Maglaj) és a Travnik (Travnik).
Ebben a sorozatban ezüstérmesek lettek, és ezzel garantálták helyüket a Bosznia-hercegovinai labdarúgó-szövetség által szervezett Bosznia-Hercegovina első osztályú bajnokságában.
Másik jelentős korabeli sikerük a tuzlai háború-olimpiád megnyerése.

### A háború utáni időszak
Az 1995–96-os szezonban a csapat a boszniai élvonalban játszott, és sajnos még ugyanebben az évben kiestek a legmagasabb osztályból. A csapat többször is feljutott, de ki is esett a következő néhány évben. Elég különböző pillanatok voltak: amikor feljutott a klub, mindenki euforikus állapotban volt, amikor pedig kiesett, a kétségbeesés volt érezhető.
Ekkoriban a klub még mindig csak gyerekcipőben járt, még nem álltak arra készen, hogy megverjék a nagycsapatokat, de nem tudtak a realizmus talaján maradni, ez a klub alapvető problémája volt.
Sok tehetséges, magas kvalitású játékos kezdte pályafutását az FK Olimpicnál, közülük sokan játszottak aztán a válogatottban, és külföldön. Néhányan elfeledkeztek a realitásról, de többen kiadták magukból a maximumot.
Az FK Olimpic ma is büszkén említi háború utáni játékosait, akik sportemberként és magánemberként is a klub mezét hordó fiatalok példaképei lehetnek.
Ilyen játékos volt például Almedin Hota, Zajko Zeba, Samir Muratović, Munever Rizvić, Samir Abdurahmanović, Denis Karić, Šopović, a Nedić testvérek: Dalibor és Miodrag, Muamer Vukas, Muamer Jahić, Nermin Turković, Armin Hrvat, Enes Omerović, Almir Memić, Sead Bučan, Edin Đuderija, Edis Čindrak, és sok másik fiatal játékos, aki átélt rossz és jó pillanatokat a csapattal.

### Az Olimpic az egyesített bajnokságban
A 2000–01-es, és a 2001–02-es szezonok a klub történetének a legsikeresebb korszakaként marad meg valószínűleg még sokáig. A csapat ebben a két szezonban Boris Bračulj, majd Jusuf Čizmić vezetésével harcolta ki magának a helyet az új bajnokságban, amit egyesítettek a Hercegovina-boszniai első osztállyal, ezzel még inkább kiegyenlítődtek az erőviszonyok, és a 2000–01-es bajnokság végén az FK Sarajevo ellen Gredić és Cerić gólja azt jelentette, hogy legalább egy szezonban biztos megőrzik élvonalbeli tagságukat.
A csapat ekkoriban a következő játékosokból állt:
Alen Krak, Dženan Uščuplić, Almir Seferović, Nihad Suljević, Nihad Alić, Muamer Jahić, Samir Mekić, Emir Obuća, Almir Gredić, Tarik Cerić, Aner Ljeljak, Sead Bučan, Zajko Zeba, Elvir Ljubunčić, Ahmed Hadžispahić, Hasanović és Edis Čindrak.
A sikeres bentmaradás után a csapat sajnos a következő szezonban kiesett, és ettől a pillanattól nehéz idők következtek. Mint már korábban volt róla szó, a klub nem rendelkezett se jövőképpel, se fejlesztési stratégiával, és hiába volt jó minőségű játékoskerete, egyszerűen kiestek a boszniai élvonalból.

### A megszűnés szélén
A 2002–03-as szezontól a 2006–07-es sorozatig a klubot sorra hagyták el a játékosok, elvesztették eszközeiket, a létezés és a megszűnés határán lebegett. A klub egyre mélyebbre zuhant, egészen addig a pontig, ahol a klub túlélése kérdésessé vált. A klub először kiesett a boszniai másodosztályba, később a harmadosztály Közép csoportjába zuhantak.
A csapat továbbra is csak egy maroknyi szurkolóval rendelkezett, de ők segítették a klubot a fennmaradásban. Damir Hadžić, Novi Grad polgármestere annyit segített, amennyit csak tudott, hasonlóan más emberekhez, mint például Kolar, Spahić, Trtić, és az alkalmi személyek, akik időnként megjelentek, hogy képességeiknek megfelelően segítsék a csapatot.
A játékosok ekkoriban fiatalok voltak, akik ki szerettek volna bontakozni, és néhány régi játékos, aki az Olimpicben találta meg menedékét. Timkov, Čakić, Močević, Kapetanović, Janjoš, Đuderija, Fatić, Garčević, Dudo, Derviši, Murtić, Ortaš, Suković, Šabotić, Kaljanac, Dević, Šišić, Kaljić, Imširović: csak néhányan azok közül, akik akkoriban viselték az Olimpic mezét. Ebben a sötét korban Kolar volt a csapat vezetője, és néha ő vezette az edzői stábot is, aminek tagja volt Asim Saračević és Samir Jahić is.

### Új távlatok
A 2006–07-es szezonban a Kolar vezette csapat a juniorgárdával vágott neki a szezonnak. A 8. körben a klubnak új elnöke lett: Nijaz Gracić, egy kiemelkedő üzletember, az FK Sarajevo volt elnöke, és kimondott célja volt, hogy visszajuttassa a csapatot az élvonalba. Ebben segítségére volt a Koševo cégnél szerzett tapasztalat. Habár abban a pillanatban sokan azt mondták, hogy olyan, mintha Don Quijote harcolna a szélmalmok ellen, Gracić feltűrte az ingujját, és a munkatársaival elkezdett a nagy célon dolgozni. Az első fontos dolgok:
- Hatalmas adósságok a volt és jelenlegi dolgozóknak
- Nem volt edzésre és mérkőzésekre használható stadion
- Nem volt felszerelés
- A klub "érthetetlenül mélyen" volt.

A szezon felénél tapasztalt játékosok érkeztek a csapat gerincének alkotására. Sajnos a rossz szezonkezdet miatt három ponttal maradtak le az első helyről, és nem jutottak vissza a másodosztályba, mialatt Ozren elhagyta a klubot.
A játékosok ebben az évben: Bećirović, Žerić, Garčević, Radonja, Smječanin, Redžović, Makić, Toromanović, Kapetanović és Timkov.
A szezon végén ismét 2. helyen végeztek, de az elnök és az alkalmazottak célja a 2007–08-as szezonban is változatlan maradt: feljutni a másodosztályba. A Faik Kolar vezette, a Haznadar, Hondo, Sikima, Bubalo, Mešetović, Majčić és Ferhatović jóvoltából kibővült csapat már az őszi szezonban bebiztosította helyét a boszniai másodosztályban. A szezon végén a csapat félelmetes, 17 pontos előnnyel végzett az élen.
A klub minden tekintetben feljebb lépett: megoldódott az edzések és a meccsek problémája, megszűntek a felszerelésgondok, a játékosok megkapták rendesen a bérüket, és a 2008–09-es szezonban elérték a célt: a Premijer Ligába való feljutást!

### Harc Európáért
A 2010–11-es szezonban az Olimpic elszalasztotta az esélyt az Európa-ligára, mivel 5. helyen végzett. A következő szezonban (2011–12) nem játszottak jól az első két meccsen (egy döntetlen és egy vereség, habár a tabella legjobb helyeit célozták meg), ez egy közös megegyezéssel történő edzőcseréhez vezetett: Mehmed Janjoš helyét az addigi segédedző, Nedim Jusufbegović vette át. Ő szintén az ötödik helyre vezette a csapatot, de ezúttal csak két ponttal lemaradva a kupaindulást jelentő helyekről, úgy, hogy a gólkülönbsége a másik 15 csapat közül 13-nak rosszabb volt. A 2012–13-as szezont két döntetlennel kezdték két gyengébb csapat ellen (OFK Gradina Srebrenik és FK Rudar Prijedor), jött egy unalmas győzelem egy másik gyengébb klub, a GOSK Gabela ellen, majd az FK Sarajevo elleni vereség. Ezért Jusufbegović pályafutása az Olimpicnál 2012 szeptemberében véget ért. Az új edző Husref Musemić lett, aki egy magabiztos harmadik helyre vezette a csapatot, majd a téli szünetben elfogadta az FK Sarajevo ajánlatát, őt Denis Sadiković követte februárban az edzői poszton, aki valamivel jobban kezdett, mint elődje, de egy sikertelen sorozat után újra Nedim Jusufbegović lett az edző. A már harmadszorra jelenlegi csapatánál tevékenykedő edző egy győzelemre volt Európától, de az utolsó meccset balszerencsés módon elbukta, így a már szokásosnak mondható 5. helyen végeztek. Annak, hogy a klub nem javult, az egyik oka az volt, hogy az FK Velež Mostar elleni meccsen (1-1) Eldis Prošić játékvezető megkérdőjelezhető ítéletei sok bosszúságot okoztak a játékosoknak, a szurkolóknak és a klubvezetőknek. Ez már nem az első eset volt, amikor az Olimpic igazságtalanságokat szenvedett el, a 2012-13-as szezon első felében legalább négy olyan mérkőzés volt, ahol valószínűleg a játékvezető szándékosan kedvezett a szarajevói csapat ellenfeleinek. Ennek köszönhetően a csapat felkészült, hogy kilép a ligából, hasonlóan a z FK Borac Banja Luka helyzetéhez, akik a szezon végén az UEFÁnál panaszkodtak a nemzeti szövetségre. A legtöbb szurkoló meglepetésére a harmadik és a 8. hely közti csapatok közül egyik sem kapta meg az UEFA-licencet a 2013-14-es Európa-ligára, kivéve az NK Široki Brijeget, végül a HŠK Zrinjski Mostar indulhatott a kiírásban.

## Színek és címer
Az FK Olimpic Sarajevo színei a zöld egy sötét árnyalata, összekapcsolva a fehérrel, de a mezekre néha felkerül egy harmadik szín, az arany is.
A címer két különböző forma egyesítéséből áll, a teteje egy gyémánt tetejére hasonlít, míg az alja egy kör, és az első rá van téve a másodikra, így formázzák meg a címert. Négy függőleges fehér vonal van a címerben, köztük három everglade-zöld csík van. A három középső csík közt, a kör alakú részen egy labda látható, körülötte az "Olimpic" szöveg, alatta egy kisebb szöveg, az, hogy "Sarajevo". A labda és a kör alsó szakasza közt az 1993 felirat látható (a klubalapítás éve). A címer betűi és számai a középső sávhoz hasonlóan everglade-zöldek, de fehér kerettel. A labda és a szöveg felett két üvöltő farkas látható.

## Név
Az Olimpic név abból ered, hogy Szarajevó rendezte az 1984. évi téli olimpiai játékokat. A becenév (Farkasok) onnan ered, hogy az olimpia kabalaállata egy farkas, Vučko (Farkasocska); pronounced in bosnyákul:  "vooch-ko").

## Stadion
Az Olimpic hazai meccseit a 3000 férőhelyes Stadion Otokában rendezi, Szarajevó Okota külvárosában.
A 2009–10-es szezonban az Olimpic hazai meccseit az Asim Ferhatović Hase Stadiumban akarta rendezni, amíg saját pályájukat 5 millió dollárból felújítják, hogy megfeleljen az UEFA előírásainak, és 3000-ről 9000-re bővül a helyek száma. Három szintes lelátó, és műfüves pálya is készült volna. Végül az Olimpic a Stadion Grbavica mellett döntött.

## Jelenlegi keret
2014. június 20. szerint
| #  |     | Poszt | Név                                 |
| -- | --- | ----- | ----------------------------------- |
| 5  | BIH | V     | Alem Merajić                        |
| 8  | BIH | KP    | Veldin Muharemović (csapatkapitány) |
| 9  | BIH | CS    | Dalibor Pandža                      |
| 15 | BIH | KP    | Aldin Husović                       |
| 20 | BIH | V     | Mirza Rizvanović                    |
| 24 | BIH | KP    | Kenan Handžić                       |
| 25 | BIH | V     | Muhamed Subašić                     |
| 30 | BIH | K     | Dino Hamzić                         |
| 33 | BIH | KP    | Ervin Jusufović                     |
| 55 | BIH | KP    | Sulejman Smajić                     |
| 63 | BIH | KP    | Safet Šivšić                        |

| #  |     | Poszt | Név                                        |
| -- | --- | ----- | ------------------------------------------ |
| 78 | BIH | KP    | Amer Gojak (kölcsönben a Dinamo Zagrebtől) |
| 80 | BIH | V     | Bojan Regoje                               |
| 98 | BIH | V     | Jadranko Bogičević                         |
| —  | BIH | K     | Senedin Oštraković                         |
| —  | BIH | V     | Denis Čomor                                |
| —  | MKD | V     | Filip Gligorov                             |
| —  | USA | KP    | Aris Nukić                                 |
| —  | BIH | KP    | Mahir Karić                                |
| —  | BIH | KP    | Muhamed Plakalo                            |
| —  | BIH | CS    | Danijal Brković                            |
| —  | BRA | CS    | Hugo Alexandrinho                          |
| —  | BIH | CS    | Kemal Salihagić                            |

### Az ifjúsági csapatból
| # |     | Poszt | Név             |
| - | --- | ----- | --------------- |
| 4 | BIH | V     | Almir Čubara    |
| — | BIH | K     | Adin Husić      |
| — | BIH | V     | Aldin Ferizović |
| — | BIH | KP    | Senad Čorović   |

## Híresebb korábbi játékosok
| - Kresser - Adi Adilović - Alen Bašić - Kenan Bećirović - Sead Bučan - Semir Bukvić - Tarik Cerić - Edis Čindrak - Ognjen Đelmić - Edin Đuderija - Edin Dudo - Haris Duljević - Velibor Đurić - Sahmir Garčević - Almir Gredić - Haris Harba - Haris Hećo - Nedim Hiroš - Almedin Hota - Armin Hrvat |  | - Perica Ivetić - Muamer Jahić - Vedran Ješe - Omer Joldić - Admir Kajtaz - Semir Kapić - Denis Karić - Mahir Karić - Nenad Kiso - Faik Kolar - Alen Krak - Muamer Kurto - Goran Kušljić - Mirko Marinković - Samir Mekić - Almir Memić - Samir Muratović - Dalibor Nedić - Miodrag Nedić - Emir Obuća |  | - Enes Omerović - Šaban Pehilj - Albin Pelak - Adnan Pervan - Bruno Prlić - Sanjin Radonja - Admir Raščić - Munever Rizvić - Jovo Sikima - Asim Škaljić - Alen Škoro - Irhan Smajić - Džemal Smječanin - Edin Šopović - Muhamed Subašić - Nihad Suljević - Emir Tufek - Dženan Uščuplić - Azur Velagić - Admir Vladavić |  | - Muamer Vukas - Zajko Zeba - Senad Žerić - Sedin Torlak - Asim Zec - Elmin Hadžikadunić - Amer Gojak - Amar Rahmanović - Dženan Durak - Haris Hajradinović - Filip Arežina - Toni Markić - Thiago Carioca - Thiago Rodrigo - Darko Glišić - Stefan Gavarić - Miloš Jokić - Milan Knežević - Nikola Kolarov - Zoran Rajović |  | - Darko Spalević - Dragan Vranić - Miloš Vidović - Aleksandar Simčević |

## Edzők
| - Slobodan Rajović (1993. október–??) - Boris Bračulj (2000–01) - Jusuf Čizmić (2001–02) - Senad Kreso - Asim Saračević - Fuad Švrakić - Samir Jahić - Mensur Dogan - Irfan Handžić - Zijo Turković - Muamer Vukas - Nermin Hadžiahmetović |  | - Husref Musemić (2008. október 4.–Aug 26, 2009) - Nedim Jusufbegović (ideiglenes) (2009. augusztus 27.–2009. augusztus 30.) - Faik Kolar (ideiglenes) (2009. augusztus 27.–2009. augusztus 30.) - Vlatko Glavaš (2009. augusztus 31.–2009. november 10.) - Edin Prljača (2009. november 11.–2010. október 17.) - Mehmed Janjoš (2010. október 18.–2011. augusztus 15.) - Nedim Jusufbegović (2011. augusztus 15.–2012. szeptember 19.) - Fahrudin Zejnilović - Husref Musemić (2012. szeptember 20.–2013. február 10.) - Denis Sadiković (2013. február 10.–2013. április 11.) - Nedim Jusufbegović (2013. április 11.–2013. október 3.) - Faik Kolar (2013. október 3.–2014. május 4.) |  | - Mirza Varešanović (2014. május 4.–) |

## Elnökök
- Ramiz Krilašević (1993. október – ???)
- Šefkija Okerić (1993. október – ???)
- Suad Osmanagić (1993. október – ???)
- Edhem Okerić (1993. október – ???)
- Salem Hadžiahmetović
- Damir Hadžić (2002 – 2006)
- Nijaz Gracić (2006–)

## Szezonok
| Szezon   | Liga             | Liga              | Liga | Liga | Liga | Liga | Liga | Liga | Liga | Liga | Kupa |
| Szezon   | Bajnokság        | Bajnokság szintje | M    | Gy   | D    | V    | RG   | KG   | P    | #    | Kupa |
| -------- | ---------------- | ----------------- | ---- | ---- | ---- | ---- | ---- | ---- | ---- | ---- | ---- |
| 1993–94* | Szarajevó kanton | 1                 | 8    | 8    | 0    | 0    | 28   | 1    | 24   | 1.   | N.A. |
| 1994–95* | FBiH             | 1                 | 4    | 2    | 1    | 1    | 5    | 7    | 7    | 3.   | N.A. |
| 1995–96  | FBiH             | 1                 | 30   | 5    | 5    | 20   | 27   | 57   | 20   | 15.  | N.A. |
| 1996–97  | 2.FBiH           | 2                 | ?    | ?    | ?    | ?    | ?    | ?    | ?    | 1.   | N.A. |
| 1997–98  | FBiH             | 1                 | 30   | 10   | 5    | 15   | 36   | 50   | 35   | 14.  | ?    |
| 1998–99  | 2.FBiH           | 2                 | ?    | ?    | ?    | ?    | ?    | ?    | ?    | ?    | ?    |
| 1999–00  | 2.FBiH           | 2                 | ?    | ?    | ?    | ?    | ?    | ?    | ?    | 1.   | ?    |
| 2000–01  | FSBiH            | 1                 | 42   | 18   | 8    | 16   | 61   | 47   | 62   | 14.  | 1/4  |
| 2001–02  | FSBiH            | 1                 | 30   | 11   | 5    | 14   | 40   | 46   | 38   | 13.  | 1/8  |
| 2002–03  | 1.FBiH           | 2                 | 36   | 20   | 2    | 14   | 85   | 51   | 62   | 2.   | NI   |
| 2003–04  | 1.FBiH           | 2                 | 30   | 10   | 8    | 12   | 36   | 40   | 38   | 13.  | NK   |
| 2004–05  | 2.FBiH Közép     | 3                 | 12   | ?    | ?    | ?    | ?    | ?    | ?    | 1.   | NI   |
| 2005–06  | 1.FBiH           | 2                 | 30   | 6    | 7    | 17   | 28   | 48   | 25   | 15.  | NI   |
| 2006–07  | 2.FBiH Közép     | 3                 | 12   | ?    | ?    | ?    | ?    | ?    | ?    | 2.   | NI   |
| 2007–08  | 2.FBiH Közép     | 3                 | 12   | 11   | 1    | 0    | 25   | 2    | 34   | 1.   | NI   |
| 2008–09  | 1.FBiH           | 2                 | 30   | 19   | 3    | 8    | 42   | 23   | 60   | 1.   | 1/4  |
| 2009–10  | Prem             | 1                 | 30   | 12   | 8    | 10   | 30   | 34   | 44   | 6.   | 1/16 |
| 2010–11  | Prem             | 1                 | 30   | 14   | 6    | 10   | 35   | 33   | 48   | 5.   | ED   |
| 2011–12  | Prem             | 1                 | 30   | 15   | 7    | 8    | 44   | 23   | 52   | 5.   | 1/16 |
| 2012–13  | Prem             | 1                 | 30   | 13   | 10   | 7    | 34   | 26   | 49   | 5.   | 1/4  |
| 2013–14  | Prem             | 1                 | 30   | 10   | 11   | 9    | 39   | 30   | 41   | 8.   | 1/4  |

Rövidítések
 Liga: M = Lejátszott meccsek; Gy = Győztes meccsek; D = Döntetlennel végződő meccsek; V = Vesztes meccsek; RG = Rúgott gólok; KG = Kapott gólok; P = Pontszám; # = Végső helyezés;
 Kupa: 1/4 = Negyeddöntő; ED = Elődöntő; EÉ = Ezüstérem; Gy = Kupagyőztes;
- 1993–94: A klub megalapítása után nem sokkal minden kanton megalapította saját bajnokságát, minden kantoni győztes a regionális FBiH bajnokságba került (1994-95), négy regionális liga volt. Az FK Olimpic Sarajevo a Tuzla csoportba került.
- 1994–95: A szezont az FBiH kezdetén játszották négy területi csoportban. Az FK Olimpic Sarajevo a Tuzla csoportba került, és épphogy a rájátszásba jutók vonala alá került, de végül bejutott a ligába egy bonyolult rájátszási rendszer után.

## Sikerek
A legjobban szervezett bosznia-hercegovinai klub
- Győztes: 2010[17]

FBiH 1. liga (II)
- Győztes (1): 2009[18]
- Ezüstérmes (1): 2003

FBiH másodosztály-Dél (III)
- Győztes (2): 1997,[19] 2000

FBiH másodosztály-Közép
- Győztes (2): 2005, 2008
- Ezüstérmes (1): 2007

Szarajevói kantonbajnokság
- Győztes (1): 1994

Asim Ferhatović-Hase Emléktorna
- Győztes (1): 1993

Tuzlai labdarúgó-olimpiád
- Winners (1): 1994

Interkantonentális bajnokság (IV), Tuzla
- Ezüstérmes (1): 1994

## Fordítás
Ez a szócikk részben vagy egészben  a   FK Olimpic című angol Wikipédia-szócikk ezen változatának fordításán alapul.  Az eredeti cikk szerkesztőit annak laptörténete sorolja fel. Ez a jelzés csupán a megfogalmazás eredetét és a szerzői jogokat jelzi, nem szolgál a cikkben szereplő információk forrásmegjelöléseként.